# Moabe Platini Dias Ramos
Moabe Platini Dias Ramos (sinh ngày 22 tháng 6 năm 1987) là một cầu thủ bóng đá người Brasil.

## Sự nghiệp câu lạc bộ
Moabe Platini Dias Ramos đã từng chơi cho Oita Trinita.

## Thống kê câu lạc bộ

### J.League
| Đội          | Năm       | J.League | J.League | J.League Cup | J.League Cup | Tổng cộng | Tổng cộng |
| Đội          | Năm       | Trận     | Bàn      | Trận         | Bàn          | Trận      | Bàn       |
| ------------ | --------- | -------- | -------- | ------------ | ------------ | --------- | --------- |
| Oita Trinita | 2006      | 0        | 0        | 0            | 0            | 0         | 0         |
| Oita Trinita | 2007      | 4        | 0        | 1            | 0            | 5         | 0         |
| Tổng cộng    | Tổng cộng | 4        | 0        | 1            | 0            | 5         | 0         |